# کیمله
کیمله (به مجاری:  Kimle) یک شهرداری در مجارستان است که در ناحیه موشون‌مادیارووار واقع شده‌است. کیمله ۳۷٫۲۷ کیلومتر مربع مساحت و ۲٬۲۵۹ نفر جمعیت دارد.

## خواهرخوانده
شهر کارتیلیانو خواهرخواندهٔ کیمله هست.